# Tolkningarna
Tolkningarna är en EP av Tomas Ledin, utgiven digitalt 25 december 2011. Låtmaterialet utgörs av covers gjorda i anslutning till TV-serien Så mycket bättre.

## Låtlista
1. "Vem tänder stjärnorna" – 4:27 (Eva Dahlgren)
2. "Gott folk" – 3:23 (text: Jason Diakité, musik: Måns Asplund, Mårten Sakwanda)
3. "Bjurö klubb" – 3:32 (Laleh)
4. "Set the World on Fire" – 3:47 (text: E-Type, Mud, musik: E-Type)
5. "Dansa i neon" – 3:32 (Tim Norell, Peo Thyrén, Ola Håkansson)
6. "Den jag kunde va" – 3:52 (Mikael Wiehe)

### Fotnoter
1. ↑  ”Tolkningarna”. Discogs.com. http://www.discogs.com/Tomas-Ledin-Tolkningarna/release/3399411. Läst 18 januari 2013.
2. ↑  ”Tomas Ledin”. Svensk mediedatabas. http://smdb.kb.se/catalog/search?q=Tomas+Ledin&x=0&y=0. Läst 18 januari 2013.